# Snowboard ai XXIV Giochi olimpici invernali - Snowboard cross maschile
La gara di snowboard cross maschile dei XXIV Giochi olimpici invernali di Pechino, in Cina, si è svolta il 10 febbraio presso il Genting Snow Park a Zhangjiakou.

## Risultati

### Qualificazione
Questa fase è servita per stilare una classifica di atleti usata poi per determinare la formazione delle batterie degli ottavi. 
| Pos. | N. | Atleta              | Nazione       | Run 1   | Run 2   | MIgliore |
| ---- | -- | ------------------- | ------------- | ------- | ------- | -------- |
| 1    | 15 | Éliot Grondin       | Canada        | 1'16"29 | –       | 1'16"29  |
| 2    | 7  | Julian Lüftner      | Austria       | 1'17"00 | –       | 1'17"00  |
| 3    | 13 | Jakob Dusek         | Austria       | 1'17"05 | –       | 1'17"05  |
| 4    | 2  | Alessandro Hämmerle | Austria       | 1'17"24 | –       | 1'17"24  |
| 5    | 11 | Martin Nörl         | Germania      | 1'17"38 | –       | 1'17"38  |
| 6    | 16 | Omar Visintin       | Italia        | 1'17"68 | –       | 1'17"68  |
| 7    | 8  | Hagen Kearney       | Stati Uniti   | 1'17"81 | –       | 1'17"81  |
| 8    | 4  | Cameron Bolton      | Australia     | 1'17"92 | –       | 1'17"92  |
| 9    | 3  | Lorenzo Sommariva   | Italia        | 1'17"98 | –       | 1'17"98  |
| 10   | 12 | Nick Baumgartner    | Stati Uniti   | 1'18"01 | –       | 1'18"01  |
| 11   | 23 | Umito Kirchwehm     | Germania      | 1'18"22 | –       | 1'18"22  |
| 12   | 19 | Paul Berg           | Germania      | 1'18"31 | –       | 1'18"31  |
| 13   | 20 | Liam Moffatt        | Canada        | 1'18"45 | –       | 1'18"45  |
| 14   | 9  | Lukas Pachner       | Austria       | 1'18"49 | –       | 1'18"49  |
| 15   | 17 | Adam Dickson        | Australia     | 1'18"56 | –       | 1'18"56  |
| 16   | 6  | Merlin Surget       | Francia       | 1'18"64 | –       | 1'18"64  |
| 17   | 10 | Adam Lambert        | Australia     | 1'19"33 | 1'17"56 | 1'17"56  |
| 18   | 25 | Jake Vedder         | Stati Uniti   | 1'18"83 | 1'17"88 | 1'17"88  |
| 19   | 18 | Tommaso Leoni       | Italia        | 1'19"45 | 1'18"13 | 1'18"13  |
| 20   | 24 | Mick Dierdorff      | Stati Uniti   | 1'19"66 | 1'18"64 | 1'18"64  |
| 21   | 14 | Lucas Eguibar       | Spagna        | 1'18"73 | 1'19"93 | 1'18"73  |
| 22   | 5  | Kalle Koblet        | Svizzera      | 1'19"39 | 1'18"94 | 1'18"94  |
| 23   | 21 | Yoshiki Takahara    | Giappone      | 1'19"26 | 1'19"16 | 1'19"16  |
| 24   | 22 | Loan Bozzolo        | Francia       | 1'19"75 | 1'19"23 | 1'19"23  |
| 25   | 30 | Daniil Donskikh     | ROC           | 1'19"36 | 1'19"93 | 1'19"36  |
| 26   | 28 | Kevin Hill          | Canada        | 1'20"24 | 1'19"45 | 1'19"45  |
| 27   | 1  | Glenn de Blois      | Paesi Bassi   | 1'20"75 | 1'19"69 | 1'19"69  |
| 28   | 29 | Jarryd Hughes       | Australia     | 1'21"28 | 1'20"48 | 1'20"48  |
| 29   | 31 | Huw Nightingale     | Gran Bretagna | 1'20"79 | 1'20"72 | 1'20"72  |
| 30   | 26 | Léo Le Blé Jaques   | Francia       | 1'21"06 | 1'21"36 | 1'21"06  |
| 31   | 27 | Filippo Ferrari     | Italia        | 1'24"77 | DNF     | 1'24"77  |

### Ottavi di finale
Ottavo di finale 1
| Pos. | Nº | Atleta        | Nazione   | Note |
| ---- | -- | ------------- | --------- | ---- |
| 1    | 1  | Éliot Grondin | Canada    | Q    |
| 2    | 16 | Merlin Surget | Francia   | Q    |
| 3    | 17 | Adam Lambert  | Australia |      |
| 4    | 32 | Radek Houser  | Rep. Ceca | DNS  |

Ottavo di finale 2
| Pos. | Nº | Atleta            | Nazione   | Note |
| ---- | -- | ----------------- | --------- | ---- |
| 1    | 8  | Cameron Bolton    | Australia | Q    |
| 2    | 24 | Loan Bozzolo      | Francia   | Q    |
| 3    | 25 | Daniil Donskikh   | ROC       |      |
| 4    | 9  | Lorenzo Sommariva | Italia    | DNF  |

Ottavo di finale 3
| Pos. | Nº | Atleta        | Nazione   | Note |
| ---- | -- | ------------- | --------- | ---- |
| 1    | 5  | Martin Nörl   | Germania  | Q    |
| 2    | 21 | Lucas Eguibar | Spagna    | Q    |
| 3    | 12 | Paul Berg     | Germania  |      |
| 4    | 28 | Jarryd Hughes | Australia |      |

Ottavo di finale 4
| Pos. | Nº | Atleta              | Nazione       | Note |
| ---- | -- | ------------------- | ------------- | ---- |
| 1    | 20 | Mick Dierdorff      | Stati Uniti   | Q    |
| 2    | 4  | Alessandro Hämmerle | Austria       | Q    |
| 3    | 13 | Liam Moffatt        | Canada        |      |
| 4    | 29 | Huw Nightingale     | Gran Bretagna |      |

Ottavo di finale 5
| Pos. | Nº | Atleta            | Nazione | Note |
| ---- | -- | ----------------- | ------- | ---- |
| 1    | 19 | Tommaso Leoni     | Italia  | Q    |
| 2    | 30 | Léo Le Blé Jaques | Francia | Q    |
| 3    | 14 | Lukas Pachner     | Austria |      |
| 4    | 3  | Jakob Dusek       | Austria |      |

Ottavo di finale 6
| Pos. | Nº | Atleta          | Nazione     | Note |
| ---- | -- | --------------- | ----------- | ---- |
| 1    | 6  | Omar Visintin   | Italia      | Q    |
| 2    | 11 | Umito Kirchwehm | Germania    | Q    |
| 3    | 22 | Kalle Koblet    | Svizzera    |      |
| 4    | 27 | Glenn de Blois  | Paesi Bassi |      |

Ottavo di finale 7
| Pos. | Nº | Atleta           | Nazione     | Note |
| ---- | -- | ---------------- | ----------- | ---- |
| 1    | 23 | Yoshiki Takahara | Giappone    | Q    |
| 2    | 10 | Nick Baumgartner | Stati Uniti | Q    |
| 3    | 7  | Hagen Kearney    | Stati Uniti |      |
| 4    | 26 | Kevin Hill       | Canada      |      |

Ottavo di finale 8
| Pos. | Nº | Atleta          | Nazione     | Note |
| ---- | -- | --------------- | ----------- | ---- |
| 1    | 18 | Jake Vedder     | Stati Uniti | Q    |
| 2    | 2  | Julian Lüftner  | Austria     | Q    |
| 3    | 15 | Adam Dickson    | Australia   |      |
| 4    | 31 | Filippo Ferrari | Italia      | DNS  |

### Quarti di finale
I primi due atleti avanzano alle semifinali.
Quarto di finale 1
| Pos. | Nº | Atleta         | Nazione   | Note |
| ---- | -- | -------------- | --------- | ---- |
| 1    | 1  | Éliot Grondin  | Canada    | Q    |
| 2    | 16 | Merlin Surget  | Francia   | Q    |
| 3    | 24 | Loan Bozzolo   | Francia   |      |
| 4    | 8  | Cameron Bolton | Australia |      |

Quarto di finale 2
| Pos. | Nº | Atleta              | Nazione     | Note |
| ---- | -- | ------------------- | ----------- | ---- |
| 1    | 4  | Alessandro Hämmerle | Austria     | Q    |
| 2    | 21 | Lucas Eguibar       | Spagna      | Q    |
| 3    | 20 | Mick Dierdorff      | Stati Uniti |      |
| 4    | 5  | Martin Nörl         | Germania    |      |

Quarto di finale 3
| Pos. | Nº | Atleta            | Nazione  | Note |
| ---- | -- | ----------------- | -------- | ---- |
| 1    | 6  | Omar Visintin     | Italia   | Q    |
| 2    | 19 | Tommaso Leoni     | Italia   | Q    |
| 3    | 30 | Léo Le Blé Jaques | Francia  |      |
| 4    | 11 | Umito Kirchwehm   | Germania |      |

Quarto di finale 4

| Pos. | Nº | Atleta           | Nazione     | Note |
| ---- | -- | ---------------- | ----------- | ---- |
| 1    | 2  | Julian Lüftner   | Austria     | Q    |
| 2    | 18 | Jake Vedder      | Stati Uniti | Q    |
| 3    | 10 | Nick Baumgartner | Stati Uniti |      |
| 4    | 23 | Yoshiki Takahara | Giappone    |      |

### Semifinali
I primi due atleti si contenderanno le medaglie nella finale A, mentre i restanti disputano la finale B.
Semifinale 1
| Pos. | Nº | Atleta              | Nazione | Note |
| ---- | -- | ------------------- | ------- | ---- |
| 1    | 1  | Éliot Grondin       | Canada  | QA   |
| 2    | 4  | Alessandro Hämmerle | Austria | QA   |
| 3    | 16 | Merlin Surget       | Francia | QB   |
| 4    | 21 | Lucas Eguibar       | Spagna  | QB   |

Semifinale 2
| Pos. | Nº | Atleta         | Nazione     | Note |
| ---- | -- | -------------- | ----------- | ---- |
| 1    | 2  | Julian Lüftner | Austria     | QA   |
| 2    | 6  | Omar Visintin  | Italia      | QA   |
| 3    | 18 | Jake Vedder    | Stati Uniti | QB   |
| 4    | 19 | Tommaso Leoni  | Italia      | QB   |

### Finali
Finale B
| Pos. | Atleta        | Nazione     | Note |
| ---- | ------------- | ----------- | ---- |
| 7    | Merlin Surget | Francia     |      |
| 8    | Jake Vedder   | Stati Uniti |      |
| 9    | Lucas Eguibar | Spagna      |      |
| 10   | Tommaso Leoni | Italia      |      |

Finale A
| Pos.    | Atleta              | Nazione | Note |
| ------- | ------------------- | ------- | ---- |
| Oro     | Alessandro Hämmerle | Austria |      |
| Argento | Éliot Grondin       | Canada  |      |
| Bronzo  | Omar Visintin       | Italia  |      |
| 4       | Julian Lüftner      | Austria |      |